# Torneo Nacional de Clubes 2001
El Torneo Nacional de Clubes de 2001 fue la octava edición del torneo organizado por la Unión Argentina de Rugby que reúne a los mejores clubes de la URBA y del Torneo del Interior. Se llevó a cabo entre el 3 y el 24 de noviembre de 2001.
El torneo volvió a disputarse tras no llevarse a cabo en la temporada anterior, cuando fue suspendido debido a la falta de fechas causadas por los cambios llevados a cabo en el Campeonato Argentino de Rugby y por cuestiones económicas.
La final se llevó a cabo en las instalaciones de Buenos Aires Cricket & Rugby Club entre los dos mejores equipos del Torneo de la URBA en 2001, Hindú y Alumni, repitiendo la final de la edición 1996. El Elefante se consagró campeón, derrotando a Alumni por 27 a 14 y obteniendo así su segundo título.

## Equipos participantes
Participaron de este torneo dieciséis equipos: los ocho mejor clasificados del Torneo de la URBA 2001 y del Torneo del Interior A 2001.
| Club                          | Vía de clasificación                                |
| ----------------------------- | --------------------------------------------------- |
| Alumni                        | Campeón del Torneo de la URBA 2001.                 |
| Hindú                         | 2.° puesto en el Torneo de la URBA 2001.            |
| Regatas de Bella Vista        | 3.° puesto en el Torneo de la URBA 2001.            |
| San Isidro Club               | 4.° puesto en el Torneo de la URBA 2001.            |
| Los Tilos                     | 5.° puesto en el Torneo de la URBA 2001.            |
| San Cirano                    | 7.° puesto en el Torneo de la URBA 2001.            |
| Atlético del Rosario          | 8.° puesto en el Torneo de la URBA 2001.            |
| Olivos                        | 9.° puesto en el Torneo de la URBA 2001.            |
| La Tablada                    | Campeón del Torneo del Interior A 2001.             |
| Cardenales                    | Subcampeón del Torneo del Interior A 2001.          |
| Tala                          | Semifinalista del Torneo del Interior A 2001.       |
| Universitario de Tucumán      | Semifinalista del Torneo del Interior A 2001.       |
| Jockey Club de Rosario        | 5.° al 8.° puesto en el Torneo del Interior A 2001. |
| Gimnasia y Esgrima de Rosario | 5.° al 8.° puesto en el Torneo del Interior A 2001. |
| Duendes                       | 5.° al 8.° puesto en el Torneo del Interior A 2001. |
| Los Tordos                    | 5.° al 8.° puesto en el Torneo del Interior A 2001. |

El Club Atlético San Isidro, clasificado 6.° en el Torneo de la URBA 2001, desistió de participar del torneo, por lo que el 9.° clasificado (Olivos) participó en su lugar.

### Distribución geográfica de los equipos
| Provincia                 | Cant. |
| ------------------------- | ----- |
| Provincia de Buenos Aires | 7     |
| Provincia de Santa Fe     | 4     |
| Provincia de Córdoba      | 2     |
| Provincia de Tucumán      | 2     |
| Provincia de Mendoza      | 1     |

| Unión                          | Cant. |
| ------------------------------ | ----- |
| Unión de Rugby de Buenos Aires | 8     |
| Unión de Rugby de Rosario      | 3     |
| Unión Cordobesa de Rugby       | 2     |
| Unión de Rugby de Tucumán      | 2     |
| Unión de Rugby de Cuyo         | 1     |

## Formato
El torneo se disputó a eliminación directa a un partido en cuatro rondas: octavos, cuartos, semifinales y final, en la que se declaró al campeón. En octavos de final, los cuatro semifinalistas del Torneo del Interior A y los cuatro mejor clasificados del Torneo de la URBA fueron cabeza de series y actuaron de local. A partir de cuartos de final, la localía fue decidida por sorteo.

## Fase final

### Cuadro de desarrollo
|  | Octavos de final     | Octavos de final     | Octavos de final   |                   |            | Cuartos de final | Cuartos de final | Cuartos de final |  |                 | Semifinales          | Semifinales          | Semifinales          |  |       | Final           | Final           | Final           |  |
|  | 3 y 4 de noviembre   | 3 y 4 de noviembre   | 3 y 4 de noviembre |                   |            | 10 de noviembre  | 10 de noviembre  | 10 de noviembre  |  |                 | 16 y 18 de noviembre | 16 y 18 de noviembre | 16 y 18 de noviembre |  |       | 23 de noviembre | 23 de noviembre | 23 de noviembre |  |
|  |                      |                      |                    |                   |            |                  |                  |                  |  |                 |                      |                      |                      |  |       |                 |                 |                 |  |
|  |                      |                      |                    |                   |            |                  |                  |                  |  |                 |                      |                      |                      |  |       |                 |                 |                 |  |
|  | La Tablada           | La Tablada           | 39                 |                   |            |                  |                  |                  |  |                 |                      |                      |                      |  |       |                 |                 |                 |  |
|  | La Tablada           | La Tablada           | 39                 |                   |            |                  |                  |                  |  |                 |                      |                      |                      |  |       |                 |                 |                 |  |
|  | Olivos               | Olivos               | 19                 |                   |            |                  |                  |                  |  |                 |                      |                      |                      |  |       |                 |                 |                 |  |
|  | Olivos               | Olivos               | 19                 |                   | La Tablada | La Tablada       | 31               |                  |  |                 |                      |                      |                      |  |       |                 |                 |                 |  |
|  |                      |                      |                    |                   | La Tablada | La Tablada       | 31               |                  |  |                 |                      |                      |                      |  |       |                 |                 |                 |  |
|  |                      |                      | San Isidro Club    | San Isidro Club   | 37         |                  |                  |                  |  |                 |                      |                      |                      |  |       |                 |                 |                 |  |
|  | San Isidro Club      | San Isidro Club      | San Isidro Club    | San Isidro Club   | 37         | 43               |                  |                  |  |                 |                      |                      |                      |  |       |                 |                 |                 |  |
|  | San Isidro Club      | San Isidro Club      |                    |                   |            |                  |                  |                  |  |                 |                      |                      |                      |  |       |                 |                 |                 |  |
|  | Jockey Club (R)      | Jockey Club (R)      | 36                 |                   |            |                  |                  |                  |  |                 |                      |                      |                      |  |       |                 |                 |                 |  |
|  | Jockey Club (R)      | Jockey Club (R)      | 36                 |                   |            |                  |                  |                  |  | San Isidro Club | San Isidro Club      | 21                   |                      |  |       |                 |                 |                 |  |
|  |                      |                      |                    |                   |            |                  |                  |                  |  | San Isidro Club | San Isidro Club      | 21                   |                      |  |       |                 |                 |                 |  |
|  |                      |                      | Hindú              | Hindú             | 43         |                  |                  |                  |  |                 |                      |                      |                      |  |       |                 |                 |                 |  |
|  | Hindú                | Hindú                | Hindú              | Hindú             | 43         | 61               |                  |                  |  |                 |                      |                      |                      |  |       |                 |                 |                 |  |
|  | Hindú                | Hindú                |                    |                   |            |                  |                  |                  |  |                 |                      |                      |                      |  |       |                 |                 |                 |  |
|  | Gim. y Esgrima (R)   | Gim. y Esgrima (R)   | 34                 |                   |            |                  |                  |                  |  |                 |                      |                      |                      |  |       |                 |                 |                 |  |
|  | Gim. y Esgrima (R)   | Gim. y Esgrima (R)   | 34                 |                   | Hindú      | Hindú            | 60               |                  |  |                 |                      |                      |                      |  |       |                 |                 |                 |  |
|  |                      |                      |                    |                   | Hindú      | Hindú            | 60               |                  |  |                 |                      |                      |                      |  |       |                 |                 |                 |  |
|  |                      |                      | Universitario (T)  | Universitario (T) | 26         |                  |                  |                  |  |                 |                      |                      |                      |  |       |                 |                 |                 |  |
|  | Universitario (T)    | Universitario (T)    | Universitario (T)  | Universitario (T) | 26         | 33               |                  |                  |  |                 |                      |                      |                      |  |       |                 |                 |                 |  |
|  | Universitario (T)    | Universitario (T)    |                    |                   |            |                  |                  |                  |  |                 |                      |                      |                      |  |       |                 |                 |                 |  |
|  | San Cirano           | San Cirano           | 9                  |                   |            |                  |                  |                  |  |                 |                      |                      |                      |  |       |                 |                 |                 |  |
|  | San Cirano           | San Cirano           | 9                  |                   |            |                  |                  |                  |  |                 |                      |                      |                      |  | Hindú | Hindú           | 27              |                 |  |
|  |                      |                      |                    |                   |            |                  |                  |                  |  |                 |                      |                      |                      |  | Hindú | Hindú           | 27              |                 |  |
|  |                      |                      | Alumni             | Alumni            | 14         |                  |                  |                  |  |                 |                      |                      |                      |  |       |                 |                 |                 |  |
|  | Cardenales           | Cardenales           | Alumni             | Alumni            | 14         | 29               |                  |                  |  |                 |                      |                      |                      |  |       |                 |                 |                 |  |
|  | Cardenales           | Cardenales           |                    |                   |            |                  |                  |                  |  |                 |                      |                      |                      |  |       |                 |                 |                 |  |
|  | Atlético del Rosario | Atlético del Rosario | 22                 |                   |            |                  |                  |                  |  |                 |                      |                      |                      |  |       |                 |                 |                 |  |
|  | Atlético del Rosario | Atlético del Rosario | 22                 |                   | Cardenales | Cardenales       | 18               |                  |  |                 |                      |                      |                      |  |       |                 |                 |                 |  |
|  |                      |                      |                    |                   | Cardenales | Cardenales       | 18               |                  |  |                 |                      |                      |                      |  |       |                 |                 |                 |  |
|  |                      |                      | Regatas            | Regatas           | 14         |                  |                  |                  |  |                 |                      |                      |                      |  |       |                 |                 |                 |  |
|  | Regatas              | Regatas              | Regatas            | Regatas           | 14         | 24               |                  |                  |  |                 |                      |                      |                      |  |       |                 |                 |                 |  |
|  | Regatas              | Regatas              |                    |                   |            |                  |                  |                  |  |                 |                      |                      |                      |  |       |                 |                 |                 |  |
|  | Duendes              | Duendes              | 23                 |                   |            |                  |                  |                  |  |                 |                      |                      |                      |  |       |                 |                 |                 |  |
|  | Duendes              | Duendes              | 23                 |                   |            |                  |                  |                  |  | Cardenales      | Cardenales           | 9                    |                      |  |       |                 |                 |                 |  |
|  |                      |                      |                    |                   |            |                  |                  |                  |  | Cardenales      | Cardenales           | 9                    |                      |  |       |                 |                 |                 |  |
|  |                      |                      | Alumni             | Alumni            | 38         |                  |                  |                  |  |                 |                      |                      |                      |  |       |                 |                 |                 |  |
|  | Alumni               | Alumni               | Alumni             | Alumni            | 38         | 29               |                  |                  |  |                 |                      |                      |                      |  |       |                 |                 |                 |  |
|  | Alumni               | Alumni               |                    |                   |            |                  |                  |                  |  |                 |                      |                      |                      |  |       |                 |                 |                 |  |
|  | Los Tordos           | Los Tordos           | 27                 |                   |            |                  |                  |                  |  |                 |                      |                      |                      |  |       |                 |                 |                 |  |
|  | Los Tordos           | Los Tordos           | 27                 |                   | Alumni     | Alumni           | 23               |                  |  |                 |                      |                      |                      |  |       |                 |                 |                 |  |
|  |                      |                      |                    |                   | Alumni     | Alumni           | 23               |                  |  |                 |                      |                      |                      |  |       |                 |                 |                 |  |
|  |                      |                      | Tala               | Tala              | 3          |                  |                  |                  |  |                 |                      |                      |                      |  |       |                 |                 |                 |  |
|  | Tala                 | Tala                 | Tala               | Tala              | 3          | 25               |                  |                  |  |                 |                      |                      |                      |  |       |                 |                 |                 |  |
|  | Tala                 | Tala                 |                    |                   |            |                  |                  |                  |  |                 |                      |                      |                      |  |       |                 |                 |                 |  |
|  | Los Tilos            | Los Tilos            | 24                 |                   |            |                  |                  |                  |  |                 |                      |                      |                      |  |       |                 |                 |                 |  |
|  | Los Tilos            | Los Tilos            | 24                 |                   |            |                  |                  |                  |  |                 |                      |                      |                      |  |       |                 |                 |                 |  |
|  |                      |                      |                    |                   |            |                  |                  |                  |  |                 |                      |                      |                      |  |       |                 |                 |                 |  |

Octavos de final
| 3 de noviembre | La Tablada | 39 - 19 | Olivos |                                       |                                       |
|                |            | Reporte |        | Árbitro(s): Carlos Molinari (Rosario) | Árbitro(s): Carlos Molinari (Rosario) |

| 3 de noviembre | San Isidro Club | 43 - 36 | Jockey Club (R) |                                     |                                     |
|                |                 | Reporte |                 | Árbitro(s): Daniel Javase (Córdoba) | Árbitro(s): Daniel Javase (Córdoba) |

| 3 de noviembre | Hindú | 61 - 34 | Gimnasia y Esgrima (R) |                                      |                                      |
|                |       | Reporte |                        | Árbitro(s): Marcelo Abdala (Tucumán) | Árbitro(s): Marcelo Abdala (Tucumán) |

| 4 de noviembre | Universitario (T) | 33 - 9  | San Cirano |                                     |                                     |
|                |                   | Reporte |            | Árbitro(s): Ricardo Aguirre (Salta) | Árbitro(s): Ricardo Aguirre (Salta) |

| 3 de noviembre | Regatas | 24 - 23 | Duendes |                                            |                                            |
|                |         | Reporte |         | Árbitro(s): Víctor Rabuffetti (Entre Ríos) | Árbitro(s): Víctor Rabuffetti (Entre Ríos) |

| 3 de noviembre | Cardenales | 29 - 22 | Atlético del Rosario |                                         |                                         |
|                |            | Reporte |                      | Árbitro(s): Marcelo Domínguez (Córdoba) | Árbitro(s): Marcelo Domínguez (Córdoba) |

| 3 de noviembre | Alumni | 29 - 27 | Los Tordos |                                         |                                         |
|                |        | Reporte |            | Árbitro(s): Pablo Deluca (Buenos Aires) | Árbitro(s): Pablo Deluca (Buenos Aires) |

| 3 de noviembre | Tala | 25 - 24 | Los Tilos |                                              |                                              |
|                |      | Reporte |           | Árbitro(s): Juan Pablo Spirandelli (Rosario) | Árbitro(s): Juan Pablo Spirandelli (Rosario) |

Cuartos de final
| 10 de noviembre | La Tablada | 31 - 37 | San Isidro Club |                                        |                                        |
|                 |            | Reporte |                 | Árbitro(s): Santiago Borsani (Rosario) | Árbitro(s): Santiago Borsani (Rosario) |

| 10 de noviembre | Hindú | 60 - 26 | Universitario (T) |  |  |
|                 |       | Reporte |                   |  |  |

| 10 de noviembre | Cardenales | 18 - 14 | Regatas |  |  |
|                 |            | Reporte |         |  |  |

| 10 de noviembre | Alumni | 23 - 3  | Tala |  |  |
|                 |        | Reporte |      |  |  |

Semifinales
| 16 de noviembre | Cardenales | 8 - 39  | Alumni |  |  |
|                 |            | Reporte |        |  |  |

| 18 de noviembre | San Isidro Club | 23 - 43 | Hindú |  |  |
|                 |                 | Reporte |       |  |  |

Final
| 24 de noviembre | Hindú | 27 - 14 | Alumni | Buenos Aires CRC, San Miguel               |                                            |
|                 |       | Reporte |        | Árbitro(s): Marcelo Toscano (Buenos Aires) | Árbitro(s): Marcelo Toscano (Buenos Aires) |

| Bandera de la Provincia de Buenos Aires |
| Hindú Campeón                           |
| Segundo título                          |
|                                         |